# Burgkunstadt
Burgkunstadt – miasto w Niemczech, w kraju związkowym Bawaria, w rejencji Górna Frankonia, w regionie Oberfranken-West, w powiecie Lichtenfels. Leży ok. 13 km na wschód od Lichtenfels, nad Menem, przy drodze B289 i linii kolejowej Lichtenfels – Hof.

## Dzielnice
W skład miasta wchodzą następujące dzielnice: 
- Mainroth
- Theisau
- Weidnitz
- Ebneth
- Hainweiher
- Meuselsberg
- Gärtenroth (z Wildenroth, Lopphof, Eben i Flurholz)
- Kirchlein
- Neuses am Main
- Mainklein

## Polityka
Burmistrzem od 2014 roku jest Christine Frieß (CSU). 

### Współpraca
Miejscowości partnerskie:
- Gmina Gostynin, Polska
- Ehrenfriedersdorf, Saksonia
- Quéven, Francja

## Zabytki i atrakcje
- ratusz
- Niemieckie Muzeum Szewstwa (Deutsches Schustermuseum)

## Osoby urodzone w Burgkunstadt
- Kuni Tremel-Eggert, pisarka
- Shlomo Dov Goitein, arabista
- Franz Ludwig Hirschmann, malarz

## Galeria

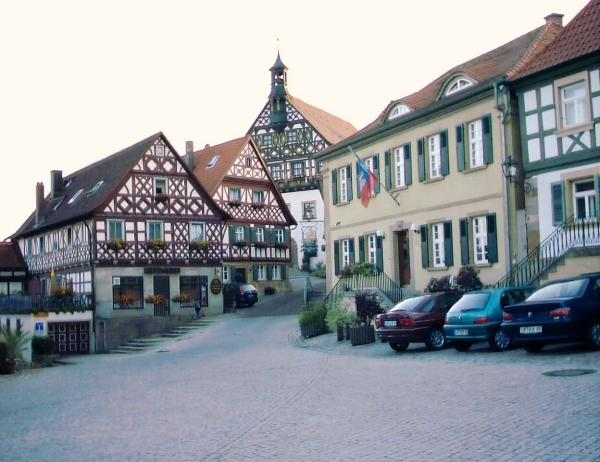
Ratusz
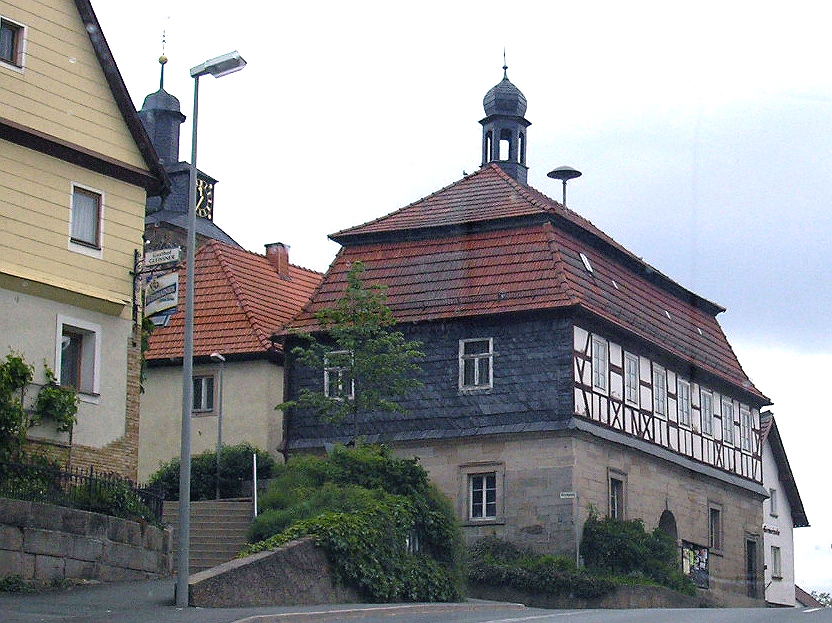
Stary ratusz w dzielnicy Mainroth